# Olav Angell
Olav Angell, född 4 augusti 1932 i Trondheim, död 23 september 2018 i Oslo, var en norsk författare, journalist och poet.

## Karriär

### Som journalist
Angell föddes i Trondheim men växte upp i Oslo och blev där intresserad av jazz. Detta ledde till att han blev ordförande i Norsk Jazzforbund och redaktör på tidskrifterna Jazz Forum, Jazzbladet och Jazznytt. Han var även skapare och programledare för jazzprogrammet Jazzklubben på NRK tillsammans med Rolv Wesenlund under 1950- och 60-talen. Tillsammans med Einar Økland och Jan Erik Vold redigerade han boken Jazz i Norge.
Angell var även redaktör för tidskriften Poesi och satt i redaktionen för de litterära tidskrifterna Profil och Vinduet.

### Som författare
1966 gav Angell ut diktsamlingen Burlesk. Han släppte senare ytterligare två diktsamlingar, Tiden er en korketrekker som forvandler kjærligheten til konkylier från 1982 och Neptuns døtre från 1986. Två år senare publicerade han den science fiction-inspirerade romanen Den elektriske blomsten. 1975 släppte Angell sin första kriminalroman, Perdido, Perdido. Sex år senare publicerades romanen Topkapi. En historie om utroskap.
Angell skrev tre memoarböcker: Oslo i skumring, Oslo ved midnatt och Oslo i demring där han skildrar sin barndom i Oslo. Han publicerade sin sista bok, Det spesielle grep om fjærpennen, år 2007. 2002 fick han Riksmålsförbundets litteraturpris.
Angell redigerade även flera antologier.

### Som översättare
Angell har översatt flera böcker, främst amerikansk litteratur. År 1973 översatte han både Tom Sawyers äventyr och Huckleberry Finns äventyr, båda skrivna av Mark Twain, till norska. Han har även översatt Odysseus av James Joyce, för vilken han fick Norsk kulturråds oversetterpris år 1992.
År 2006 fick Angell Bastianpriset för sina översättningar.